# 王剴 (正統進士)
王凱（1414年—？），字舜舉，直隸保定府慶都縣（今河北省望都縣）人，民籍。明朝政治人物。進士出身。

## 生平
正統六年（1441年）辛酉科順天府鄉試第五十名。正統七年（1442年）聯捷壬戌科會試第一百一十七名，殿試登進士第三甲第六十名。

## 家族
曾祖父王士安，曾任元唐縣縣丞。祖父王郁，曾任沂州永豐倉大使。父亲王俊。